# 圣乔河
圣乔河（英語：或简写作St. Joe River）是北爱达荷州的一条长约140英里（225）的河流，属于科达伦湖流域。圣乔河起源于肖肖尼县东部海拔6,487英尺（1,977）的山区，向西穿过山谷流入本瓦縣，在圣玛利亚与其最大支流圣玛利亚河汇合，然后转向西北，穿过海本州立公园后到达库特奈县的河口注入科达伦湖。